# Cultripalpa
Cultripalpa is een geslacht van vlinders van de familie spinneruilen (Erebidae), uit de onderfamilie Calpinae.

## Soorten
- C. lunulifera Hampson, 1926
- C. partita Guenée, 1852
- C. trifasciata Moore, 1882